# Serratotantulus chertoprudae
Serratotantulus chertoprudae is een kreeftachtigensoort uit de familie van de Basipodellidae. De wetenschappelijke naam van de soort is voor het eerst geldig gepubliceerd in 2009 door Savchenko & Kolbasov.